# Diachea
Diachea ist eine weltweit verbreitete Gattung von Schleimpilzen der Myxogastria. Sie umfasst 14 Arten.

## Merkmale
Die Fruchtkörper sind ungestielte oder gestielte, kugel-, zylinder-, spindel- oder abgerundet kegelförmige Sporokarpe. Der Stiel ist ebenso wie die Columella zur Spitze hin verjüngt und stark kalkhaltig. Das dauerhafte Peridium besteht aus einer einzelnen, kalkfreien  und irisierenden Lage.
Das häufiger netzförmige und mit dem Peridium verwachsene Capillitium ist kalkfrei. Die Sporen sind in der Masse dunkelbraun bis schwarz, im Durchlicht hell- oder dunkelviolettbraun bis gelbgrün.

## Verbreitung
Diachea-Arten sind weltweit verbreitet, nur zwei Arten sind aber im deutschsprachigen Raum nachgewiesen. Die häufigste Art ist die weltweit verbreitete Diachea leucopodia.

## Systematik und Forschungsgeschichte
Die Gattung wurde 1825 von Elias Magnus Fries erstbeschrieben, Typusart ist die 1797 als Stemonitis elegans Trentep. erstbeschriebene Diachea leucopodia.
Die systematische Stellung ist umstritten, die Gattung wird von manchen Autoren auch in die Ordnung der Stemonitida gestellt.
Diachea umfasst 14 Arten:
- Diachea leucopodia
- Diachea subsessilis
- Diachea aurantipes
- Diachea bulbillosa
- Diachea caspitosa
- Diachea deviata
- Diachea koazei
- Diachea megalospora
- Diachea radiata
- Diachea silvaepluvialis
- Diachea splendens
- Diachea synspora
- Diachea thomasii
- Diachea verrucospora

## Nachweise
Fußnoten direkt hinter einer Aussage belegen die einzelne Aussage, Fußnoten direkt hinter einem Satzzeichen den gesamten vorangehenden Satz. Fußnoten hinter einer Leerstelle beziehen sich auf den kompletten vorangegangenen Absatz.
1. 1 2 3 4 5 6  Hermann Neubert, Wolfgang Nowotny, Karlheinz Baumann, Heidi Marx: Die Myxomyceten Deutschlands und des angrenzenden Alpenraumes unter besonderer Berücksichtigung Österreichs. Bd. 2, Karlheinz Baumann Verlag, Gomaringen 2000, ISBN 3-929822-01-6, S. 27.
2. ↑  Michael J. Dykstra, Harold W. Keller: Mycetozoa In: John J. Lee, G. F. Leedale, P. Bradbury (Hrsg.): An Illustrated Guide to the Protozoa. Band 2. Allen, Lawrence 2000, ISBN 1-891276-23-9, S. 978 (englisch).